# Alieu Fadera
Alieu Fadera (Bakau, 3 novembre 2001) è un calciatore gambiano, attaccante del Sassuolo, in prestito dal Como, e della nazionale gambiana.

## Carriera

### Club
Il 4 marzo 2020 viene acquistato a titolo definitivo dalla squadra slovacca del Pohronie.
Il 3 agosto 2021 viene acquistato dallo Zulte Waregem.
Il 14 agosto 2024 viene acquistato dal Como per 8 milioni di euro. Esordisce con i lariani il 1ºsettembre nella partita persa per 1-0 in casa dell'Udinese, subentrando a Lucas da Cunha nel secondo tempo. Il 24 settembre segna la sua prima rete in serie A nel successo per 3-2 in casa dell'Atalanta, firmando la terza rete dei lariani. Resta l'unica rete stagionale con i lariani, di fronte a tre assist. 
Il 28 luglio 2025 viene ceduto in prestito al Sassuolo.

### Nazionale
Nel 2022 ha esordito nella nazionale gambiana.

## Statistiche

### Presenze e reti nei club
Statistiche aggiornate al 24 maggio 2025.
| Stagione             | Squadra              | Campionato           | Campionato | Campionato | Coppe nazionali | Coppe nazionali | Coppe nazionali | Coppe continentali | Coppe continentali | Coppe continentali | Altre coppe | Altre coppe | Altre coppe | Totale | Totale |
| Stagione             | Squadra              | Comp                 | Pres       | Reti       | Comp            | Pres            | Reti            | Comp               | Pres               | Reti               | Comp        | Pres        | Reti        | Pres   | Reti   |
| -------------------- | -------------------- | -------------------- | ---------- | ---------- | --------------- | --------------- | --------------- | ------------------ | ------------------ | ------------------ | ----------- | ----------- | ----------- | ------ | ------ |
| mar.-lug. 2020       | Pohronie             | SL                   | 0+3        | 0+1        | CS              | -               | -               | -                  | -                  | -                  | -           | -           | -           | 3      | 1      |
| 2020-2021            | Pohronie             | SL                   | 22+9       | 5          | CS              | 3               | 1               | -                  | -                  | -                  | -           | -           | -           | 34     | 6      |
| Totale Pohronie      | Totale Pohronie      | Totale Pohronie      | 22+12      | 5+1        |                 | 3               | 1               |                    | -                  | -                  |             | -           | -           | 37     | 7      |
| 2021-2022            | Zulte Waregem        | D1                   | 18         | 0          | CB              | 2               | 0               | -                  | -                  | -                  | -           | -           | -           | 20     | 0      |
| 2022-2023            | Zulte Waregem        | D1                   | 33         | 7          | CB              | 5               | 2               | -                  | -                  | -                  | -           | -           | -           | 38     | 9      |
| Totale Zulte Waregem | Totale Zulte Waregem | Totale Zulte Waregem | 51         | 7          |                 | 7               | 2               |                    | -                  | -                  |             | -           | -           | 58     | 9      |
| 2023-2024            | Genk                 | D1                   | 16+9+1     | 3          | CB              | 0               | 0               | UCL+UEL+UECL       | 2+1+6              | 0                  | -           | -           | -           | 35     | 3      |
| ago. 2024            | Genk                 | D1                   | 2          | 0          | CB              | -               | -               | -                  | -                  | -                  | -           | -           | -           | 2      | 0      |
| Totale Genk          | Totale Genk          | Totale Genk          | 18+10      | 3          |                 | 0               | 0               |                    | 9                  | 0                  |             | -           | -           | 37     | 3      |
| ago. 2024-2025       | Como                 | A                    | 28         | 1          | CI              | -               | -               | -                  | -                  | -                  | -           | -           | -           | 28     | 1      |
| Totale carriera      | Totale carriera      | Totale carriera      | 119+22     | 16+1       |                 | 10              | 3               |                    | 9                  | 0                  |             | -           | -           | 160    | 20     |

### Cronologia presenze e reti in nazionale
| Cronologia completa delle presenze e delle reti in nazionale ― Gambia | Cronologia completa delle presenze e delle reti in nazionale ― Gambia | Cronologia completa delle presenze e delle reti in nazionale ― Gambia | Cronologia completa delle presenze e delle reti in nazionale ― Gambia | Cronologia completa delle presenze e delle reti in nazionale ― Gambia | Cronologia completa delle presenze e delle reti in nazionale ― Gambia | Cronologia completa delle presenze e delle reti in nazionale ― Gambia | Cronologia completa delle presenze e delle reti in nazionale ― Gambia |
| Data                                                                  | Città                                                                 | In casa                                                               | Risultato                                                             | Ospiti                                                                | Competizione                                                          | Reti                                                                  | Note                                                                  |
| --------------------------------------------------------------------- | --------------------------------------------------------------------- | --------------------------------------------------------------------- | --------------------------------------------------------------------- | --------------------------------------------------------------------- | --------------------------------------------------------------------- | --------------------------------------------------------------------- | --------------------------------------------------------------------- |
| 20-11-2022                                                            | Aksu                                                                  | Guinea-Bissau                                                         | 0 – 0                                                                 | Gambia                                                                | Amichevole                                                            | -                                                                     |                                                                       |
| 28-3-2023                                                             | Casablanca                                                            | Gambia                                                                | 1 – 0                                                                 | Mali                                                                  | Qual. Coppa d'Africa 2023                                             | -                                                                     | 46’                                                                   |
| 16-11-2023                                                            | Dar es Salaam                                                         | Burundi                                                               | 3 – 2                                                                 | Gambia                                                                | Qual. Mondiali 2026                                                   | -                                                                     | 81’                                                                   |
| 20-11-2023                                                            | Dar es Salaam                                                         | Gambia                                                                | 0 – 2                                                                 | Costa d'Avorio                                                        | Qual. Mondiali 2026                                                   | -                                                                     | 81’                                                                   |
| 15-1-2024                                                             | Yamoussoukro                                                          | Senegal                                                               | 3 – 0                                                                 | Gambia                                                                | Coppa d'Africa 2023 - 1º turno                                        | -                                                                     | 75’                                                                   |
| 19-1-2024                                                             | Yamoussoukro                                                          | Guinea                                                                | 1 – 0                                                                 | Gambia                                                                | Coppa d'Africa 2023 - 1º turno                                        | -                                                                     | 62’                                                                   |
| 23-1-2024                                                             | Bouaké                                                                | Gambia                                                                | 2 – 3                                                                 | Camerun                                                               | Coppa d'Africa 2023 - 1º turno                                        | -                                                                     | 69’ 89’                                                               |
| 8-6-2024                                                              | Berkane                                                               | Gambia                                                                | 5 – 1                                                                 | Seychelles                                                            | Qual. Mondiali 2026                                                   | -                                                                     | 87’                                                                   |
| 11-6-2024                                                             | Franceville                                                           | Gabon                                                                 | 3 – 2                                                                 | Gambia                                                                | Qual. Mondiali 2026                                                   | -                                                                     | 59’                                                                   |
| 4-9-2024                                                              | Iconi                                                                 | Comore                                                                | 1 – 1                                                                 | Gambia                                                                | Qual. Coppa d'Africa 2025                                             | -                                                                     | 65’                                                                   |
| 8-9-2024                                                              | Bakau                                                                 | Gambia                                                                | 1 – 2                                                                 | Tunisia                                                               | Qual. Coppa d'Africa 2025                                             | -                                                                     | 71’                                                                   |
| 11-10-2024                                                            | Antananarivo                                                          | Madagascar                                                            | 1 – 1                                                                 | Gambia                                                                | Qual. Coppa d'Africa 2025                                             | -                                                                     | 84’                                                                   |
| 14-10-2024                                                            | El Jadida                                                             | Gambia                                                                | 1 – 0                                                                 | Madagascar                                                            | Qual. Coppa d'Africa 2025                                             | -                                                                     | 30’ 46’                                                               |
| 20-3-2025                                                             | Abidjan                                                               | Gambia                                                                | 3 – 3                                                                 | Kenya                                                                 | Qual. Mondiali 2026                                                   | -                                                                     | 65’                                                                   |
| 24-3-2025                                                             | Abidjan                                                               | Costa d'Avorio                                                        | 1 – 0                                                                 | Gambia                                                                | Qual. Mondiali 2026                                                   | -                                                                     | 69’                                                                   |
| Totale                                                                |                                                                       | Presenze                                                              | 15                                                                    |                                                                       | Reti                                                                  | 0                                                                     |                                                                       |